# Saubraz
Saubraz är en ort och kommun i distriktet Morges i kantonen Vaud, Schweiz. Kommunen har 449 invånare (2023).